# LMS Princess Coronation Class 6229 Duchess of Hamilton

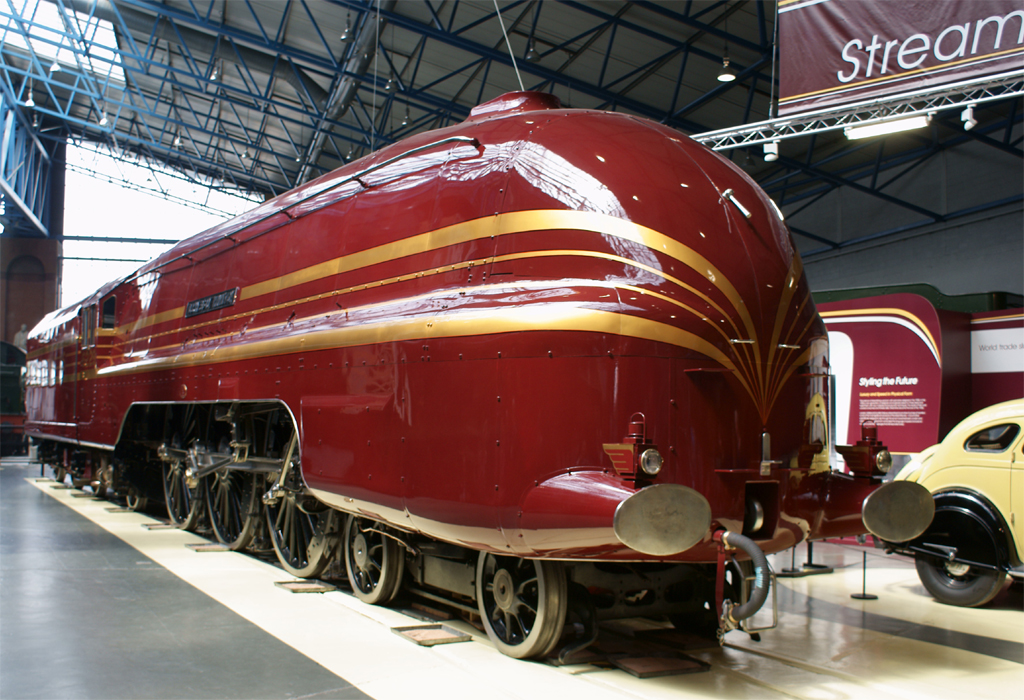
№ 6229 Duchess of Hamilton с восстановленным обтекаемым кожухом в Национальном железнодорожном музее в Йорке, 6 июня 2009 года

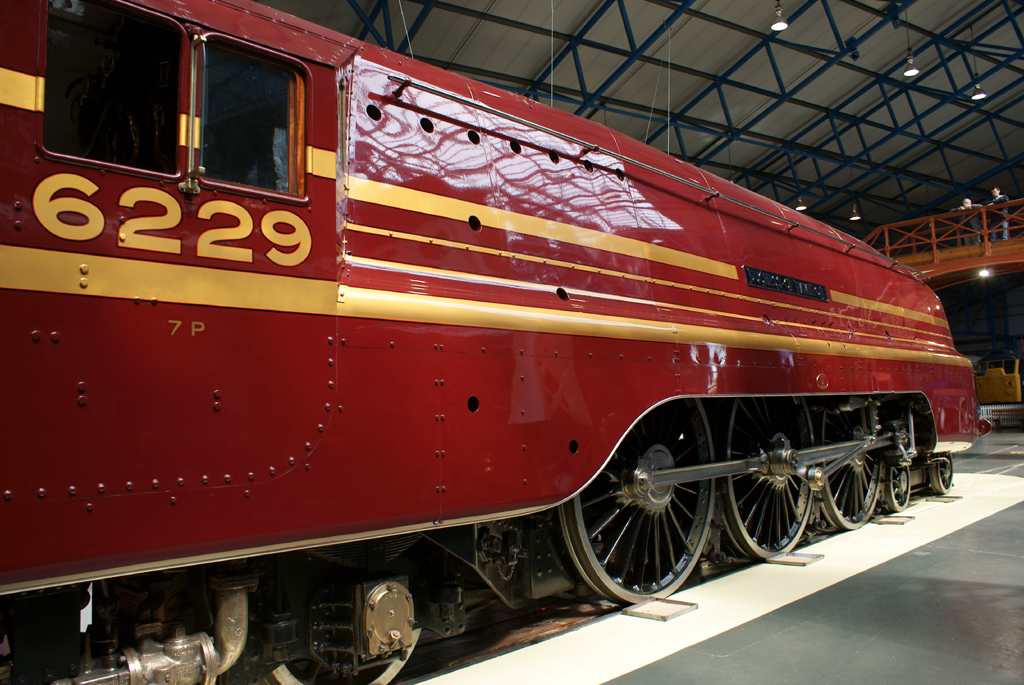
Вид с другой стороны

LMS Coronation Class 6229 (British Railways № 46229) Duchess of Hamilton (с англ. — «Герцогиня Гамильтон») — британский паровоз, построенный в сентябре 1938 года заводом Crewe Works железнодорожной компании London Midland and Scottish Railway. Эксплуатировался до февраля 1964 года, в настоящее время находится в музее.

## Эксплуатация
№ 6229 был построен в 1938 году в Кру и стал десятым в серии Coronation Class и последним во второй партии из пяти паровозов, оборудованных красным обтекаемым кожухом с золотыми полосами (первые пять имели синюю окраску с серебряными полосами). В 1939 году № 6229 обменялся идентификационными данными с первым из серии № 6220 Coronation и был отправлены в Северную Америку вместе со специально собранным поездом Coronation Scot для участия во Всемирной выставке 1939 года в Нью-Йорке. Таким образом, в это время время существовали синий паровоз № 6229 Duchess of Hamilton в Великобритании и красный № 6220 Coronation в США. Во время поездок по США паровозом управлял инженер-механик LMS Роберт Риддлс в связи с болезнью штатного машиниста. Локомотив (но не вагоны поезда) вернулись из США в 1942 году во время Второй мировой войны, а обратная смена идентификационных данных произошла в 1943 году. Вагоны были возвращены в 1946 году.
В связи с военным временем в ноябре 1944 года № 6229 был окрашен в чёрный цвет. В декабре 1947 года обтекаемый кожух демонтировали для упрощения технического обслуживания. При национализации в 1948 году паровоз перешёл в собственность British Railways (BR). 15 апреля 1948 года компания изменила обозначение локомотива на № 46229. В апреле 1950 года он был окрашен в синий цвет BR, но уже 26 апреля 1952 года изменил ливрею на зелёную. В феврале 1957 года полуобтекаемая дымовая коробка была заменена дымовой коробкой с закругленным верхом, а в сентябре 1958 году локомотив был окрашен в бордовый цвет. Окантовка изначально была выполнена в стиле BR, затем в октябре 1959 года её сменила окантовка в стиле LMS, которая сохранилась после вывода паровоза из эксплуатации и передачи на сохранение.

## Сохранение
№ 46229 был найден на свалке вместе с паровозом № 6233 Duchess of Sutherland, у которого не было обтекаемого корпуса. Локомотивы выкупил Билли Батлин, намеревавшийся использовать их в качестве детских игровых площадок в своих летних лагерях. Третий сохранившийся представитель серии, № 6235 City of Birmingham, был подарен British Railways городскому совету Бирмингема для передачи в Бирмингемский музей науки и промышленности.
Строительные работы начались зимой 1961 года. Стоивший 2 млн фунтов стерлингов лагерь Балтинс-Майнхед открылся 26 мая 1962 года. Duchess of Hamilton и LB&SCR A1 class Knowle прибыли на площадку в 1964 году.
В марте 1975 года в рамках программы ремонта и обновления лагеря локомотивы покинули лагерь по железнодорожным путям, ведущим к железнодорожной станции Майнхед, и по закрытой на тот момент West Somerset Railway. В 1976 году Общество друзей Национального железнодорожного музея взяли локомотив в 20-летнюю аренду и немедленно начали восстановление и консервацию. В 1980 году паровоз стал флагманом музейной коллекции, оставаясь в этом статусе до 1985 года. В 1987 году он был окончательно выкуплен у Батлина и после капитального ремонта возобновил работу на линии в 1989 году. После истечения сертификата котла в 1996 году локомотив был выведен из эксплуатации.
С 1998 по 2005 год № 46229 использовался как статический экспонат Национального железнодорожного музея и располагался рядом с LNER Class A4 4468 Mallard. В сентябре 2005 года музей объявил, паровоз ждёт реставрация, которая вернёт ему первоначальный вид. Работы по восстановлению проводились Tyseley Locomotive Works. 18 мая 2009 года локомотив возвратился в Национальный железнодорожный музей, чтобы участвовать в новой выставке под названием Duchess of Hamilton Streamlined: Styling An Era. С того момента паровоз находится рядом с Chrysler Airflow 1937 года выпуска.

## Галерея

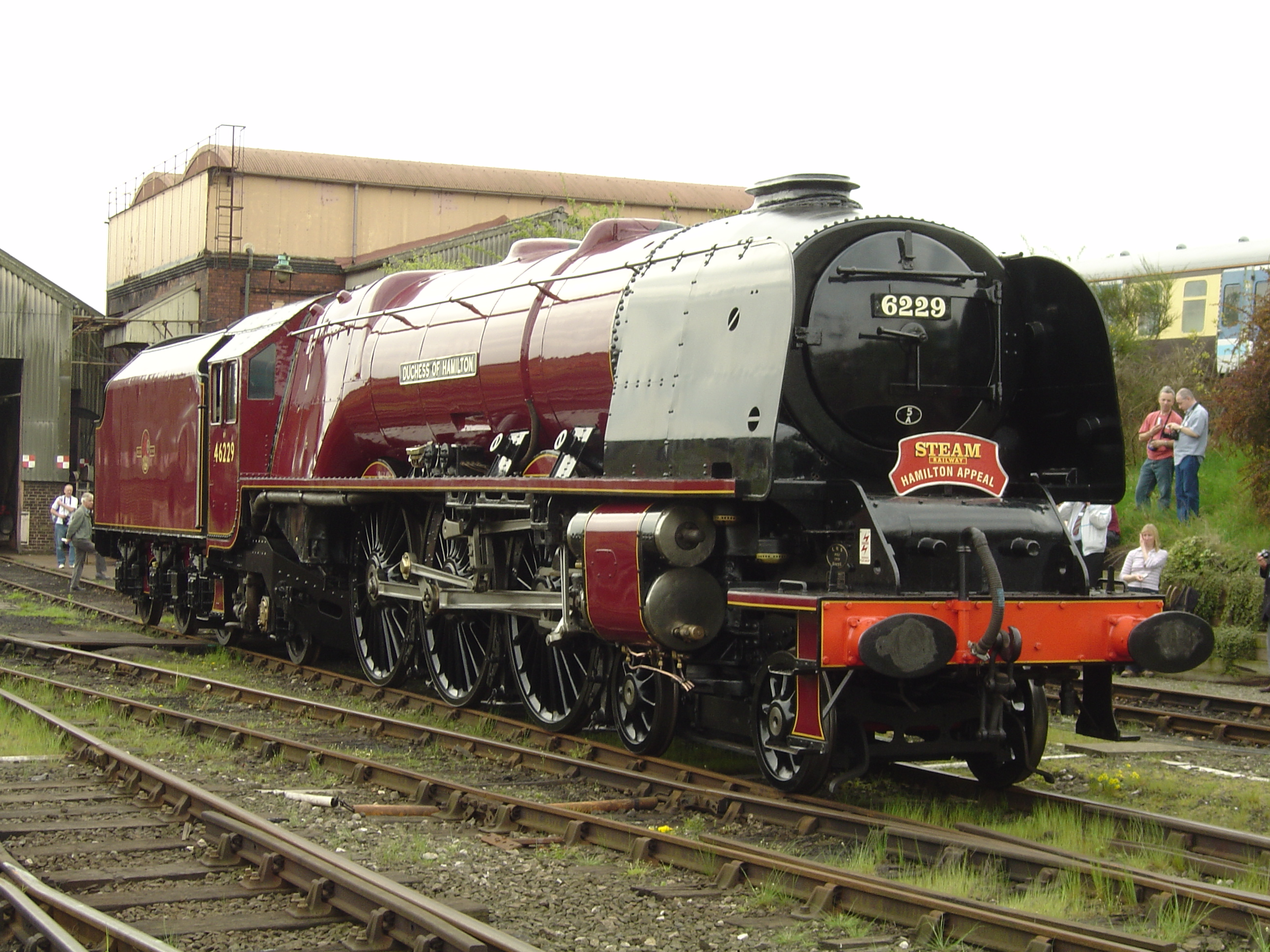
№ 46229 Duchess of Hamilton в полуобтекаемом состоянии на Tyseley Locomotive Works, 6 мая 2006 года
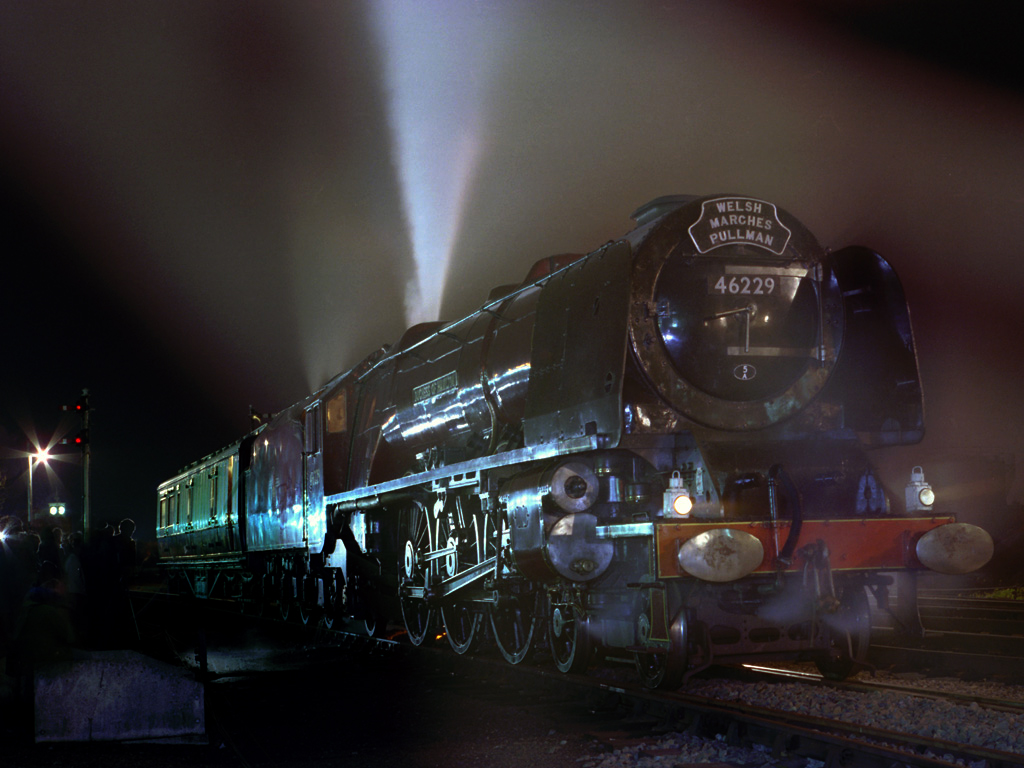
№ 46229 Duchess of Hamilton открывает предохранительные клапаны котла в Кру-Банк (Шрусбери) после перевозки чартерного поезда Welsh Marches Pullman как 31 октября 1982 года
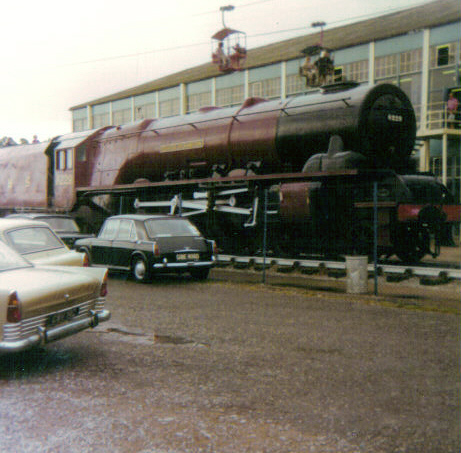
№ 46229 Duchess of Hamilton в лагере Батлинс-Майнхед, графство Сомерсет, без дефлекторов дыма, 14 августа 1974 года
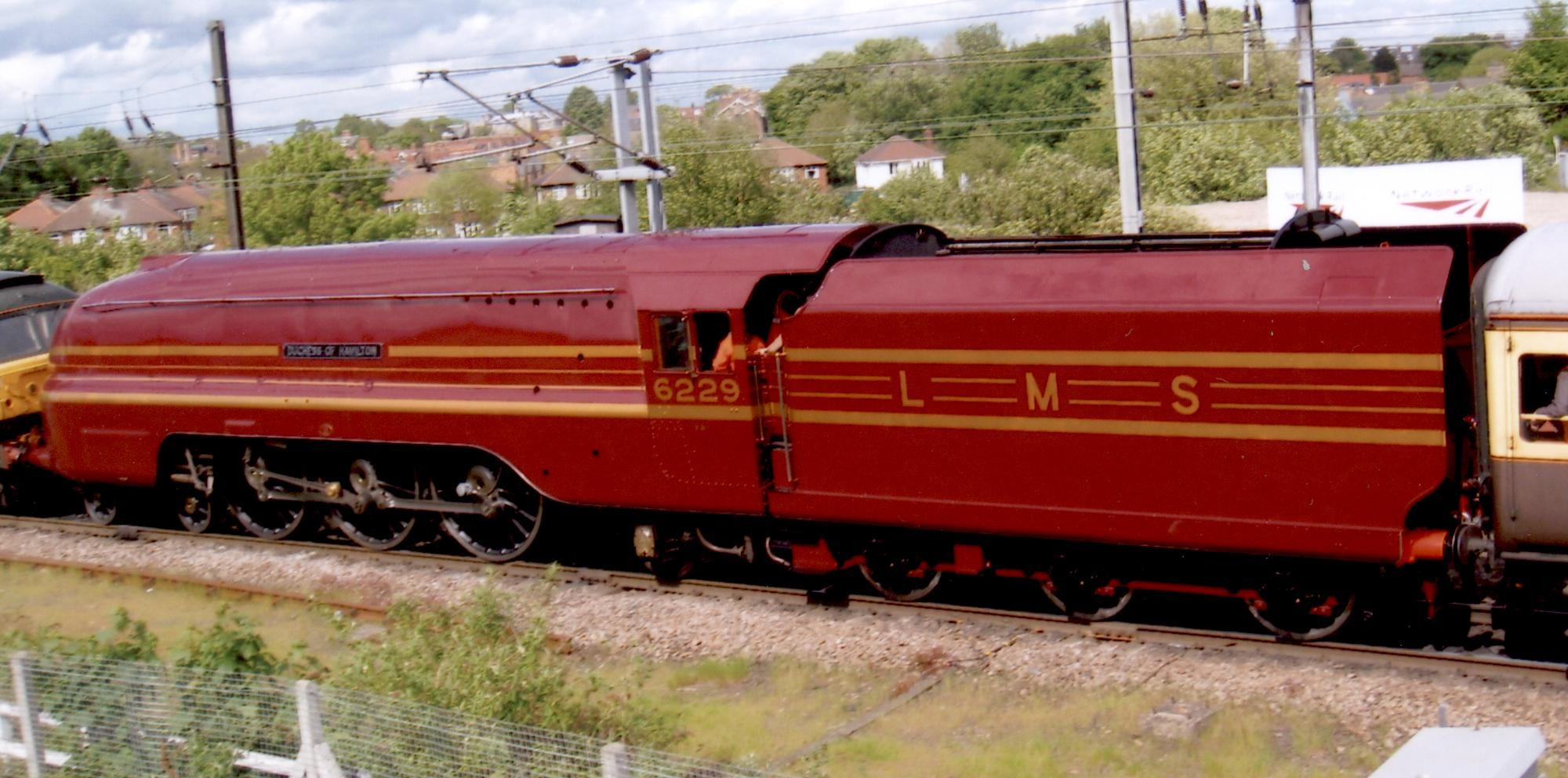
№ 6229 Duchess of Hamilton прибывает в Йорк после реставрации, 18 мая 2009 года